# Camenta atrata
Camenta atrata är en skalbaggsart som beskrevs av Frey 1968. Camenta atrata ingår i släktet Camenta och familjen Melolonthidae. Inga underarter finns listade.